# 東加爾萊克 (明尼蘇達州)
東加爾萊克（英語：East Gull Lake）是一個位於美國明尼蘇達州卡斯縣的城市。

## 人口
根據2020年美國人口普查的數據，東加爾萊克的面積為25.55平方千米，當中陸地面積為20.41平方千米，而水域面積為5.13平方千米。當地共有人口986人，而人口密度為每平方千米39人。